# Atlasov
Atlasov (Russisch: Атласова; Atlasova, Japans: 阿頼度島; Araido-tō), ook Oejachoezjatsj of Alaid (naar de vulkaan), is het meest noordelijke eiland van de door Rusland bestuurde eilandenarchipel de Koerilen. Het eiland maakt deel uit van de Grote Koerilen en daarbinnen van de Noordelijke groep. Atlasov ligt op ongeveer 40 kilometer ten westen van Sjoemsjoe, 20 kilometer ten noordwesten van Paramoesjir (waarvan het wordt gescheiden door de Straat Alaid) en 75 kilometer ten zuidwesten van het schiereiland Kamtsjatka.
Het eiland is eigenlijk de top van de onderzeese vulkaan Alaid. Het eiland werd, nadat het in 1945 veroverd werd op Japan, hernoemd tot Atlasov, naar de Russische zeevaarder Vladimir Atlasov, die in de 17e eeuw Kamtsjatka ontdekte. De vulkaan is befaamd vanwege haar perfecte vorm en was het onderwerp van vele legendes. In 1778 werd haar top eraf geblazen tijdens een eruptie. Sindsdien is het een stratovulkaan, die sindsdien alleen kleinere erupties heeft gekend.
Het eiland heeft een oppervlakte van 124 km². De zuidwestelijke kusten zijn steil en rotsachtig, terwijl de noordelijke en westelijke kusten laag liggen en zandig zijn met ondiepe kustwateren. Aan noordzijde loopt de hoogte steiler op dan in het zuiden. Het enige grote roofdier op het eiland is de vos.
Het eiland is onbewoond. Op de zuidwestoever liggen de resten van het voormalige dorpje Atlasovo. Toen Atlasov nog onderdeel was van Japan, was het onderdeel van de subprefectuur Nemuro van Hokkaido. Voor de komst van de Japanners was een tijdelijke nederzetting van de Ainu gevestigd op het noorden van het eiland, die hier joegen op de stellerzeeleeuw, zeeotter en op oorrobben.